# BMW M41
BMW M41 är en BMW-dieselmotor med förkammarinsprutning som monterades i BMW E36 från 1994 till 2000. Motorns slagvolym är 1,7 l (1665 cm³). Den har fyra cylindrar och en effekt på 66 kW (90 hk) vid 4400 varv/min, och vridmomentet 190 Nm vid 2000 varv/min. Motorn efterträddes från 1998 till 2000 av BMW M47 på 2,0 l (1951/1995 cm³) med commonrailinsprutning.
Ett problem är att denna motorn kan gå ojämnt om den är importerad från Tyskland, det beror på att i Tyskland används tjockare diesel. Dieselpumpen bör därför packas om eftersom det är där den tar tjuvluft.